# Königstuhl (Lahn-Dill-Bergland)
Der Königstuhl in Lahnau ist eine 348,4 m ü. NHN hohe Erhebung 7 km nordwestlich von Gießen im hessischen Lahn-Dill-Kreis. Von Waldgirmes aus kommend, erreicht man die Felsformation über die Landesstraße L3286 in Richtung Rodheim-Bieber. Direkt an der Schnittstelle der Straße und der Gemeindegrenze Lahnaus befindet sich am Waldesrand das Forsthaus Haina, gegenüber findet man „Marchs Hühnerhof“. Von dort aus führt in südöstlicher Richtung ein knapp 2 km langer Weg zum Königstuhl hinauf.
In der Nähe des Königstuhls befindet sich eine Sternschanze aus dem Siebenjährigen Krieg und verschiedene Hügelgräber, welche zum Teil der Raubgräberei zum Opfer fielen. Darüber hinaus ist als geschichtliche Begebenheit noch der Frauenstein zu erwähnen.
Unterhalb des Königstuhls befand sich die Grube Morgenstern, welche zu Buderus gehörte. Sie war fast 100 Jahre in Betrieb und wurde 1923 geschlossen.

## Entstehung
Der Königstuhl ragt als Gipfel des Himbergs empor. Die markante Felsformation besteht aus Basaltgestein. Sie wird von zahlreichen Klüften in grobe Quader zerschnitten, die der Kuppe ihr markantes Aussehen verleihen.
Die Entstehung ist auf die Dehnungsbewegungen im Zuge der einbrechenden Grabenbruchsysteme im Tertiär (ca. vor 60–50 Millionen Jahren) zurückzuführen. Aus den tiefreichenden Rissen der Querstörungen konnte Magma aufsteigen und erstarren. Durch Erosion des umliegenden Gesteins, wurde der härtere Basalt herauspräpariert.
Neben den natürlichen Faktoren wird das Geotop maßgeblich durch anthropogenen (menschlichen) Einfluss erodiert.
In einem kleinen Steinbruch wurde der Basalt bis in das 19. Jahrhundert für Bauzwecke durch die Gemeinden Atzbach und Waldgirmes abgebaut.